# Roc del Pas de Finestres
El Roc del Pas de Finestres és una formació rocosa i cim de 1.088,1 metres que es troba en el terme municipal d'Isona i Conca Dellà, dins de l'antic terme d'Isona, a la comarca del Pallars Jussà, termenal amb el d'Abella de la Conca, de la mateixa comarca.
És el cim més alt del Serrat de la Savina, que n'arrenca cap al sud-oest. La carretera L-511 mig circueix aquest cim, i passa per un coll, el Pas de Finestres, a llevant del roc.

## Etimologia
Es tracta d'un topònim romànic descriptiu: el roc pren el nom del Pas de Finestres, situat al costat seu mateix.